# Смугач
Смугач (Balaenoptera) — рід ссавців з родини смугачеві (Balaenopteridae) ряду китоподібні. Етимологія: грец. φάλαινα — «кит»; грец. πτερόν — «крило».
Включає наступні види:
- Смугач блакитний, або «синій кит» (Balaenoptera musculus),
- Смугач фінвал (Balaenoptera physalus),
- Смугач сейвал (Balaenoptera borealis),
- Смугач Едена (Balaenoptera edeni)
- Смугач малий (Balaenoptera acutorostrata).

Останній вид відомий за кількома заходами у Чорне море.

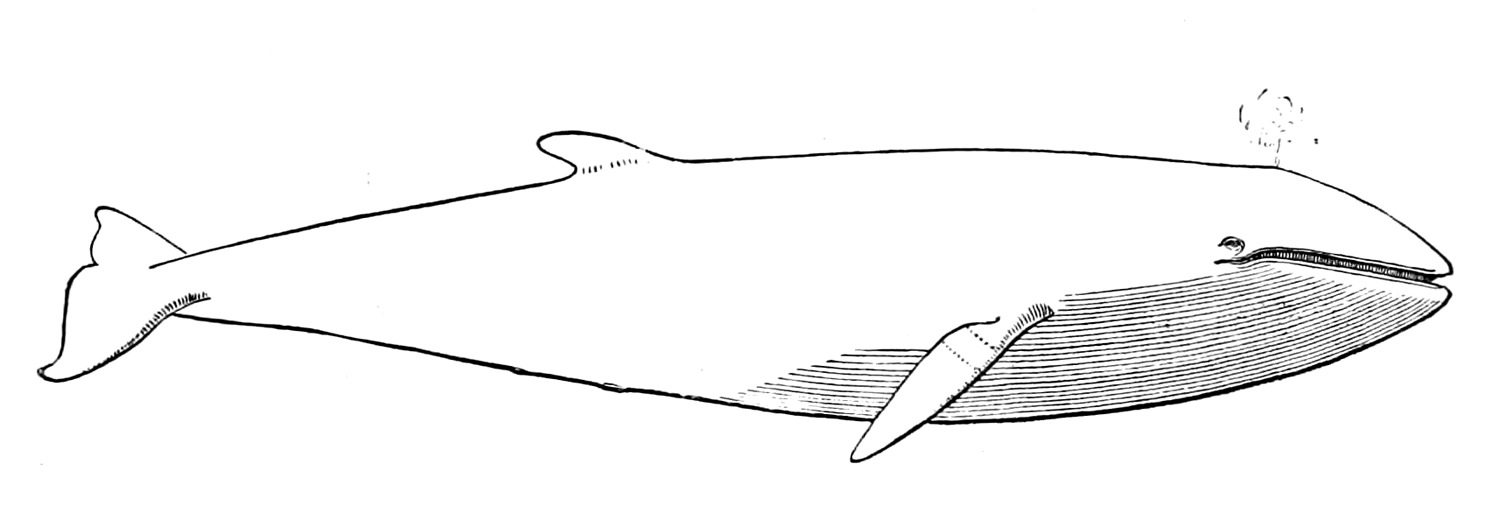
Смугач малий і його «смугасте» горло